# Разъезд 686 км
Разъезд 686 км — раздельный пункт в Воронежской области на железнодорожной линии Грязи — Поворино Мичуринского региона Юго-Восточной железной дороги, между станциями Борисоглебск и Поворино.
Расстояния до станций: Грязи-Воронежские — 216 км, Поворино — 21 км.
Имеются подъездные пути к предприятиям г. Борисоглебска и военному аэродрому.